# 16264 Річлі
16264 Річлі (16264 Richlee) — астероїд головного поясу, відкритий 7 травня 2000 року.
Тіссеранів параметр щодо Юпітера — 3,385.